# Likwidator (komiks)
Likwidator – polski komiks. Scenarzystą, rysownikiem i twórcą postaci jest Ryszard Dąbrowski. Likwidator narodził się w 1995 roku w środowisku punkowym, wtedy został wydany pierwszy fanzinowy album w nakładzie 1000 egzemplarzy. Pięć lat później został wznowiony, a ostatecznie wszedł w skład albumu "Trylogia".
Głównym bohaterem jest ubrany całkowicie na czarno ekoterrorysta, w masce z charakterystycznym szerokim uśmiechem. Jego główną działalnością jest brutalne wymierzanie sprawiedliwości w imię ekologii i powszechnej anarchii. Jego ofiarami często padają osoby do złudzenia przypominające konkretne postacie polskiego życia publicznego. Komiks cechuje wysoki stopień drastyczności i wulgarności ("tylko dla dorosłych o mocnych nerwach" – jak głosi ostrzeżenie na okładce pierwszego albumu) a ponadto czarny humor. W komiksie wykpiwane są m.in. sytuacja polityczna w Polsce, kultura telewizyjna ("teleserializm"), wszechobecna pogoń za pieniądzem ("mamonizm"), intelektualna zaściankowość.

## Albumy
- Likwidator (1995, wznowienie 2000)
- Trylogia (2001)
- Krwawy rajd (I wydanie – Zielony Front 2002, II wydanie – Pasażer 2003)
- Decydujące starcie i pozostałe epizody (2003)
- Likwidator & Zielona Gwardia (2005)
- Autozdrada (2006)
- W służbie rewolucji (2006)
- Nad Rospudą (2007)
- Likwidator Zebrany (2007)
- Likwidator na Ukrainie 1920 (2008)
- Sprzątanie polski (2009)
- Zbawienne interwencje (2010)
- Likwidator – prawda smoleńska. Biały komiks (suplement do białej księgi) (2011)
- Ełro 2012 (2012)
- Likwidator – 13 – W Hiszpanii (2013)
- Likwidator kontra Kaczystan (2015)
- Likwidator Starter (2016)
- Likwidator Kontra Dobra Zmiana (2018)
- Likwidator – Żołnierz klimatu (2020)
- Likwidator i Konfederaści (2023)
- Likwidator znów w Ukrainie (2023)
- Likwidator – Zeszyt 1 (2024)